# Catharsis (album)
 (février 2018).
Pour les articles homonymes, voir Catharsis (homonymie).
Albums de Machine Head
Bloodstone & Diamonds
(2014) Of Kingdom and Crown
(2022)
Catharsis est le neuvième album studio de Machine Head.
Sorti en 2018, il est livré, en édition limitée digipack, avec un DVD bonus d'un concert filmé au Regency Ballroom de San Francisco le 21 février 2015.

## Titres
1. Volatile - 4:39
2. Catharsis - 6:11
3. Beyond The Pale - 4:31
4. California Bleedin' - 4:12
5. Triple Beam - 4:41
6. Kaleidoscope - 4:04
7. Bastards - 5:04
8. Hope Begets Hope - 4:30
9. Screamin' At The Sun - 3:55
10. Behind A Mask - 4:07
11. Heavy Lies The Crown - 8:49
12. Psychotic - 5:02
13. Grind You Down - 4:07
14. Razorblade Smile - 4:00
15. Eulogy - 6:34

## DVD bonus
1. Imperium
2. Beautiful Mournin'
3. Now We Die
4. Bite The Bullet
5. Locust
6. From This Day
7. Ten Ton Hammer
8. This Is The End
9. Beneath The Slit
10. The Blood, The Sweat, The Tears
11. Darkness Within
12. Bulldozer
13. Killers & Kings
14. Davidian
15. Descend The Shades Of Night
16. Now I Lay Thee Down
17. Take My Scars
18. Aesthetics Of Hate
19. Game Over
20. Old
21. Halo

## Musiciens
- Robb Flynn : chant / guitare
- Phil Demmel : guitare
- Jared MacEachern : basse
- Dave McClain : batterie